# Erik Erikson
Erik Homburger Erikson (nume la naștere Erik Salomonsen; n. 15 iunie 1902 – d. 12 mai 1994) a fost un psiholog și psihanalist american de etnie evreiască, născut în Germania, cunoscut ca autor al teoriei dezvoltării sociale a ființelor umane. Este faimos ca creator al sintagmei criză de identitate.

## Opere principale
- Erik Erikson - Childhood and Society (1950)
- Erik Erikson - Young Man Luther. A Study in Psychoanalysis and History (1958)
- Erik Erikson - Identity: Youth and Crisis (1968)
- Erik Erikson - Gandhi's Truth: On the Origin of Militant Nonviolence (1969)
- Erik Erikson - Adulthood (edited book, 1978)
- Erik Erikson - Vital Involvement in Old Age (with J.M. Erikson and H. Kivnick, 1986)
- Erik Erikson - The Life Cycle Completed (with J.M. Erikson, 1987)